# 徐彥伯
徐彥伯（？—714年），名洪，字彥伯，兗州瑕丘人，武周、唐朝官员。

## 生平
七歲能為文，河北道安撫大使薛元超以“對策高第（成績優良）”推荐他。后調永壽尉，蒲州（今山西境）司兵參軍。當時司戶韋暠善判（審定文字），司士李亙工書（書法），而彥伯屬辭（詞章），稱“河東三絕”。屢遷給事中，與張說、劉知幾、徐堅等人預修《三教珠英》。武后诏考天下文士，彦伯考中榜首，授予“宗正卿”。
后参与迎中宗李显復位成功，晋升为给事中、太常少卿；又参加撰修《武后实录》，封为高平县子。两次出任州刺史，有政聲。任刺史期間寫了歌颂祭祀的文章《南郊赋》，受到皇帝的赏识，奉诏入京为“修文馆学士”。后来辞归致仕，善待寡嫂、孤侄，鄉里咸以為善。唐玄宗开元二年（714年）去世。武后专政时，告密之風盛行，彦伯写《枢机论》，阐述“多言”之害，力主“慎言”。